# 금산 대원정사
금산 대원정사(錦山 大圓精舍)는 대한민국 충청남도 금산군 금산읍 상리에 있는 절이다. 1995년 3월 6일 충청남도의 문화재자료 제337호로 지정되었다.

## 개요
금성면 하신리에 있는 어필각 근처에 세웠던 절이다. 일제시대 때 지금 있는 자리에서 약 100m 떨어진 곳으로 옮겼다가 1982년 다시 지금 있는 자리로 옮겨 지었다고 한다.
앞면 3칸·옆면 2칸 규모이며, 지붕은 옆면에서 볼 때 여덟 팔(八)자 모양인 팔작지붕이다. 지붕 처마를 받치기 위해 장식하여 만든 공포는 기둥 위와 기둥 사이에도 있는 다포 양식으로 꾸몄다.
안쪽은 하나의 칸으로 되어 있으며 바닥에는 우물마루를 깔았고, 뒤쪽 중앙에 불단을 만들고 비로자나불을 모시고 있다. 이 불상은 신음산 국사봉 아래에 있는 신안사에서 옮긴 것이라고 전한다.

## 참고 문헌
- 금산 대원정사 - 국가유산청 국가유산포털